# Magdalena Ruiz

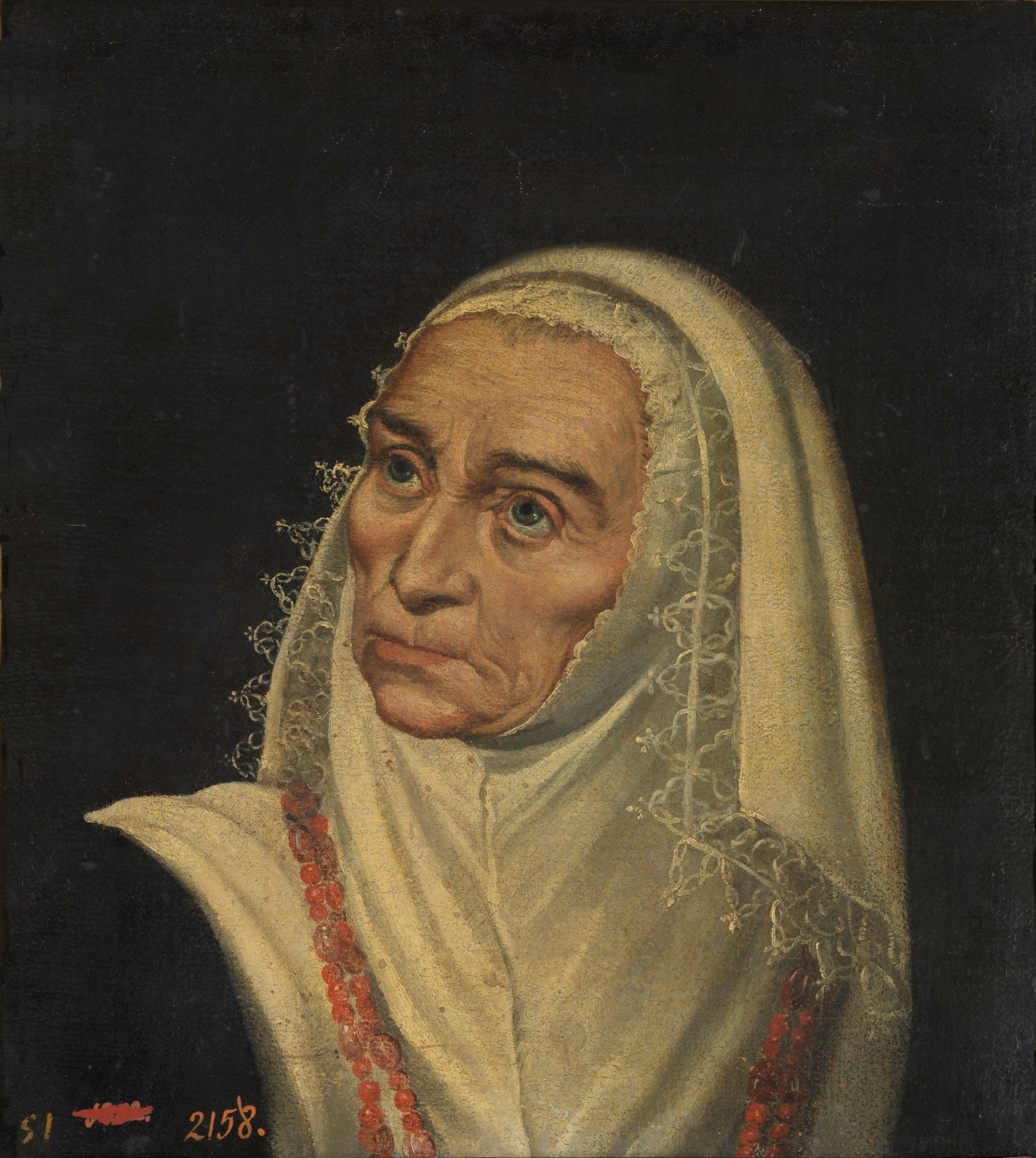
Portret van Magdalena Ruiz, anoniem, 17e eeuw (kopie vanaf het schilderij van Coello hieronder)

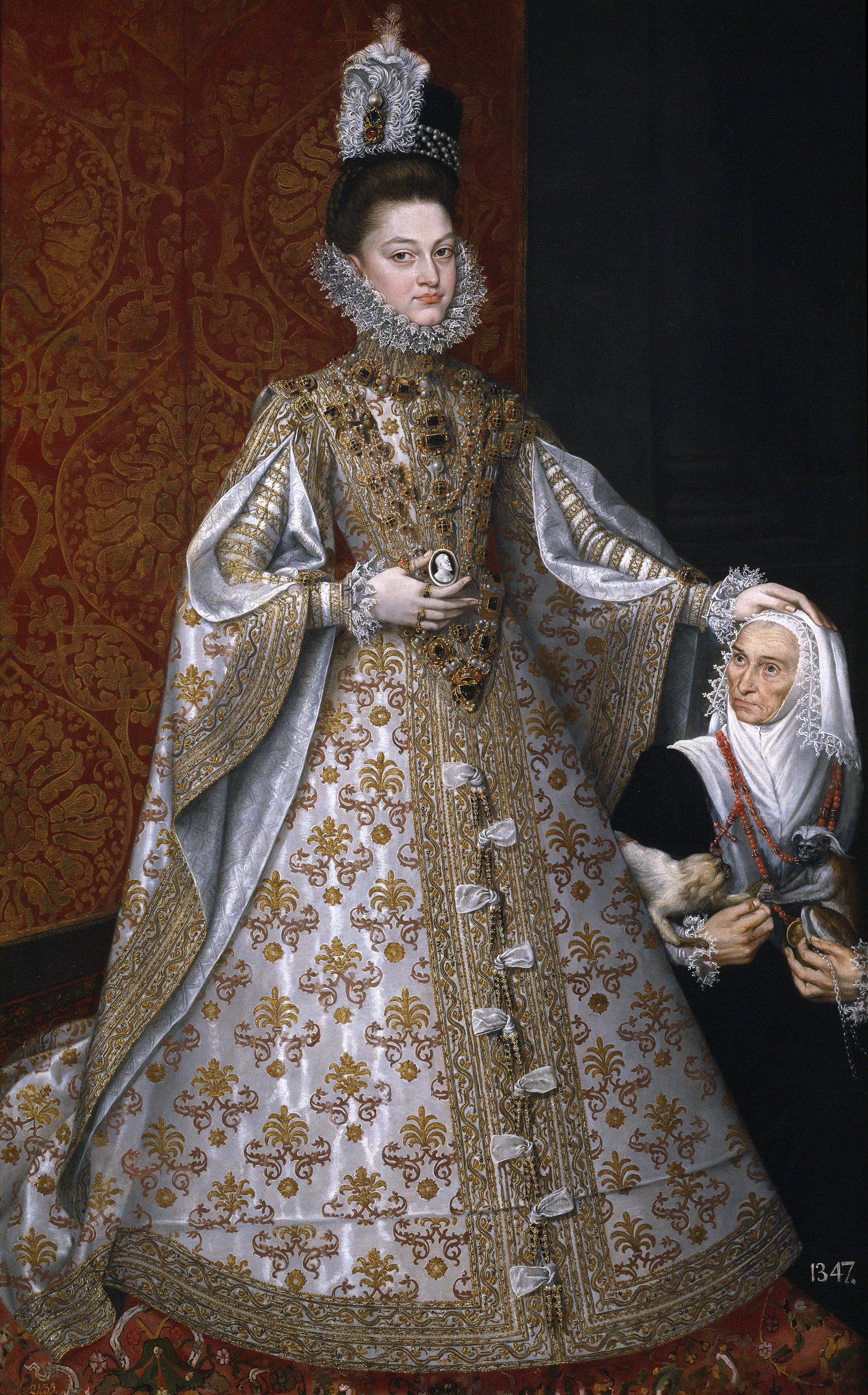
Schilderij van Isabella met Magdalena Ruiz door Alonso Sánchez Coello uit 1585-1588

Magdalena Ruiz  (overleden in het Escorial, 1605) was een Spaanse vrouw met dwerggroei die leefde aan het Spaanse hof.
Magdalena was al in de koninklijke familie rond de tijd van Karel V en zijn vrouw Isabella. Tijdens een periode van ca. 30 jaar was zij eigendom van Johanna van Habsburg, dochter van Karel V en de jongere zus van Filips II, tot rond de jaren 1550. Vanaf 1568 zou zij guardadamas (een soort chaperonne) zijn geweest van de dochters van Filips II.

## Bij Filips II
Filips II van Spanje was een liefhebber van kleine mensen en nam Magdalena Ruiz overal met zich mee. Zij had epileptische aanvallen, bezatte zich en overat zich (vooral aan aardbeien) totdat zij er misselijk van werd. Filips II vermaakte zich hierover. Ook andere Spaanse hoogwaardigheidsbekleders bezaten kleine mensen, zoals Granvelle. Filips II heeft in brieven aan zijn dochters geschreven over Magdalena, namelijk dat ze af en toe humeurig was tegen hem en tegen anderen van de koninklijke huishouding. Magdalena schijnt ook brieven geschreven te hebben, maar die zijn niet bewaard gebleven. Wel is bekend dat zij een eigen testament had gemaakt. Magdalena komt ook voor in een inventarislijst, waar zij beschreven werd als "een dwerg en een gek". Zij was waarschijnlijk echter geheel niet gek.

## Bij Isabella van Spanje
Magdalena Ruiz is vooral bekend van een schilderij van Isabella van Spanje, de dochter van Filips II, dat dateert van rond 1588 en in het Prado hangt. Isabella is hier afgebeeld voordat zij naar Brussel zou vertrekken, samen met haar man Albrecht van Oostenrijk. Het is niet bekend of Magdalena Ruiz in de Lage Landen is geweest.
Op het schilderij van Coello heeft Isabella een houding waarbij zij Magdalena zowel overheerst als beschermt. Magdalena is hier knielend afgebeeld, waardoor de kroonprinses Isabella nog groter lijkt. Magdalena heeft twee aapjes vast van verschillende soorten uit het Amazonegebied van de Nieuwe Wereld. De aapjes zijn samen met de koraalketting rond haar nek mogelijk een symbool voor de koloniale expansie van Spanje. Je zou Magdalena dan ook kunnen zien als een ander exotisch huisdier van Isabella. Sommigen interpreteren de houding van Isabella als ware Magdalena haar lievelingshond, maar andere auteurs betwisten die visie. De kleding van Magdalena is zwart, wat de indruk wekt dat zij weduwe is. De normale dracht voor een dienaar die moest amuseren was namelijk groen. Magdalena heeft een medaillon in haar hand en imiteert daarmee de houding van haar patrones. Sommigen denken dat het medaillon mogelijk symbool is voor haar overleden echtgenoot. Andere bronnen zeggen dat het medaillon van Magdalena mogelijk ook de koning afbeeldt, net als het medaillon van Isabella. Het verschil in status tussen de twee vrouwen blijkt niet alleen uit hun kleding en hun lengte, maar ook uit de achtergrond. Isabella staat voor een rijke brokaatstructuur, terwijl achter Magdalena slechts een zwarte schaduw zichtbaar is.